# Köhnə Xudat Qazmalar
Köhnə Xudat qazmalar è un comune dell'Azerbaigian situato nel distretto di Qusar. Conta una popolazione di 663 abitanti.